# Пешке, Гизела
Гизела Пешке (нем. Gisela Peschke, 23 января 1942, Вурцен, Саксония — 10 октября 1993, Штральзунд) — немецкая художница и сценограф.

## Биография
Окончив среднюю школу, Гизела Пешке поступила на ученицу садовника и успешно завершила профессиональное обучение три года спустя. Затем она переключилась на театр, изучая сценическую живопись в Лейпцигской школе прикладных искусств и сценический дизайн в Дрезденской академии изящных искусств. После завершения учёбы в 1974 году центр её жизни переместился из Дрездена в Штральзунд. Хиддензе, остров Рюген и Штральзунд оставались центральной темой её творчества вплоть до её смерти в 1993 году. Её подпись не менялась на протяжении всей жизни и представляет собой её настоящее имя «Гизела Боклер», инициалы «GB». После Элизабет Бюхсель Гизела Пешке является крупнейшей художницей Хиддензе в XX веке. В годы, предшествовавшие её смерти, она считалась самой значимой художницей Хиддензе. Гизела Пешке похоронена на островном кладбище Хиддензе рядом с церковью Хиддензе.
По оценкам, общее количество произведений, созданных за тридцать лет художественного творчества, составляет около 800, и большинство из них находятся в частной собственности. Её сыновья Кристиан Пешке и Йоханнес Пешке работают над обработкой и каталогизацией художественного наследия своей матери. С 2008 года они используют интернет-портал.